# 3-ヒドロキシシクロヘキサノンデヒドロゲナーゼ
3-ヒドロキシシクロヘキサノンデヒドロゲナーゼ（3-hydroxycyclohexanone dehydrogenase）は、次の化学反応を触媒する酸化還元酵素である。
3-ヒドロキシシクロヘキサノン + 受容体 {\displaystyle \rightleftharpoons } シクロヘキサン-1,3-ジオン + 還元型受容体
反応式の通り、この酵素の基質は3-ヒドロキシシクロヘキサノンと受容体、生成物はシクロヘキサン-1,3-ジオンと還元型受容体である。
組織名は3-hydroxycyclohexanone:acceptor 1-oxidoreductaseである。